# Boye (Baoding)
Der Kreis Boye (chinesisch 博野县, Pinyin Bóyě Xiàn) gehört zum Verwaltungsgebiet der bezirksfreien Stadt Baoding in der chinesischen Provinz Hebei. Er liegt im Süden von Baoding. Boye hat eine Fläche von 332,4 Quadratkilometern und zählt 245.504 Einwohner (Stand: Zensus 2010). Sein Hauptort ist die Großgemeinde Boling (博陵镇).

## Administrative Gliederung
Auf Gemeindeebene setzt sich der Kreis Boye aus drei Großgemeinden und vier Gemeinden zusammen. 